# 21447 Yungchieh
21447 Yungchieh è un asteroide della fascia principale. Scoperto nel 1998, presenta un'orbita caratterizzata da un semiasse maggiore pari a 2,3632404 UA e da un'eccentricità di 0,2128016, inclinata di 1,35540° rispetto all'eclittica.